# 溱河
溱河，古称潧水、郐水，位于河南省新密市东部，是双洎河源流之一，发源于新密市东北部，东南流至曲梁镇交流寨与洧河相汇。溱河全长28.5公里，流域面积180平方公里。

## 文化
春秋戰國時期，溱河即見諸文人之作品。